# Gy (Genève)
Ne doit pas être confondu avec Gy (Haute-Saône).
Pour les articles homonymes, voir Gy.
Gy ([ ʒi]) est une commune suisse du canton de Genève.

## Géographie
La commune de Gy s'étend sur 3,28 km2. Lors du relevé de 2013-2018, les surfaces d'habitations et d'infrastructures représentaient 8,5 % de sa superficie, les surfaces agricoles 56,8 %, les surfaces boisées 29,8 % et les surfaces improductives 2,1 %.
La commune est limitrophe de Jussy, Meinier et Corsier, ainsi que de la France.
Les forêts des Bois Rosset et des Bois Brûlés font partie des Bois de Jussy. Le territoire communal comprend une réserve naturelle de 24 ha aux Prés de Villette.

## Toponymie
Sa première occurrence écrite date de 1227, sous la forme Gyez, puis en 1289, Giez (MDG VIII, 249), ensuite en 1304, [in territorio de] Giez.
Le nom de la commune, qui se prononce [ ʒi], dérive du nom de personne latin Gaius (porté par un personnage autochtone) et du suffixe celtique -acum. Il désigne un domaine rural que possédait un certain Gaius

## Histoire
Le domaine de Gy, qui remonte peut-être à une villa gallo-romaine, faisait partie, dès avant 1227, des terres du prieuré Saint-Victor de Genève. À la Réforme protestante, Berne s'empare des droits du prieuré et se voit attribuer en 1544, par le départ de Bâle, les droits de haute justice. 
Le premier temple réformé de la campagne genevoise est édifié à Gy en 1609-1611. 
Le traité de Turin de 1754 accorde à Genève la plénitude des droits sur le mandement de Jussy dont Gy fait partie. 
L'Edit du 12 décembre 1792 accorde notamment aux ressortissants des campagnes - c'est-à-dire de Jussy et des autres mandements sujets de Genève ("la Seigneurie") - la qualité de citoyens de la République de Genève, ce que la Constitution genevoise du 5 février 1794 confirmera.
À partir de l'invasion des troupes françaises en 1798 et jusqu'à la chute de Napoléon Ier en 1814, Genève est annexée à la France et devient le chef-lieu du département du Léman, dont Jussy est une commune (qui inclut le hameau de Gy).
En mai 1815, Genève - y compris ses mandements de Jussy, Peney, Genthod et Céligny - devient canton suisse.
Le nombre d'habitants de la commune de Jussy reste stable entre 1750 et 1850 : environ 900 habitants. 
Le 9 novembre 1850, à la suite d'un différend remontant à 1821 relatif à la suppression de l'école de Gy et la construction de l'école communale aux Beillans (c'est-à-dire à près de 3 km - soit plus d'une demi-heure à pied - de Gy, mais à seulement 500 mètres du temple de Jussy), Gy se sépare de la commune de Jussy et forme une nouvelle commune genevoise.
Essentiellement rurale, la commune compte en 2000 une dizaine d'exploitations (culture, élevage, viticulture), ainsi qu'une menuiserie et une ébénisterie.

## Politique

### Administration
L'exécutif de la commune de Gy compte trois membres : le maire de la commune et deux adjoints. Les membres sont élus pour une période de cinq ans. L'exécutif de la commune, entré en fonction le 1er juin 2020, se compose de la façon suivante :
| Identité          | Étiquette  | Étiquette | Fonction                   | Dicastères                                       |
| ----------------- | ---------- | --------- | -------------------------- | ------------------------------------------------ |
| Magali Ouedraogo  | ImaGynons! |           | Maire                      | Environnement (déléguée) Social (déléguée)       |
| Antoine Cornut    | ImaGynons! |           | Conseiller administratif   | Patrimoine communal (délégué) Finances (délégué) |
| Danièle Yakoubian | ImaGynons! |           | Conseillère administrative | Jeunesse (déléguée) Urbanisme (délégué)          |

Le conseil municipal de Gy (pouvoir législatif de la commune) compte 9 membres. Les conseillers municipaux sont élus pour une période de cinq ans. Le Conseil municipal exerce des fonctions délibératives et consultatives mais il ne peut pas rédiger des lois. À la suite des élections municipales du 23 mars 2025, le conseil municipal, composé de 9 membres (ainsi que d'un bureau avec un président, un vice-président et un secrétaire), est renouvelé, et est représenté de la manière suivante :
| Parti | Voix | Suffrages en % | +/-    | Sièges | +/- |
| ----- | ---- | -------------- | ------ | ------ | --- |
| AGYR  | 143  | 100,00 %       | 100,00 | 9 / 9  | 9   |

### Liste des maires
| Période                                  | Période      | Identité         | Étiquette  | Qualité                          |
| ---------------------------------------- | ------------ | ---------------- | ---------- | -------------------------------- |
| Les données manquantes sont à compléter. |              |                  |            |                                  |
| 1er juin 1999                            | 10 juin 2014 | Albert Mottier   | Agyr       | Adjoint au maire de 1995 à 1999  |
| 5 novembre 2014                          | 31 mai 2015  | Valérie Boesch   | Agyr       | Adjointe au maire de 2007 à 2014 |
| 1er juin 2015                            | 31 mai 2020  | Gérald Meylan    | Agyr       | Adjoint au maire de 2011 à 2015  |
| 1er juin 2020                            | 31 mai 2025  | Antoine Cornut   | Agyr       | Adjoint au maire de 2015 à 2020  |
| 1er juin 2025                            | en cours     | Magali Ouedraogo | ImaGynons! | Adjointe au maire de 2020 à 2025 |

## Population et société

### Gentilé
Les habitants de la commune se nomment les Gytans.

### Démographie

#### Évolution de la population
La commune compte 550 habitants au 31 décembre 2023 pour une densité de population de 168 hab/km2. Sur la période 2010-2023, sa population a augmenté de 23,3 % (canton : 14,6 % ; Suisse : 9,4 %).  

#### Pyramide des âges
En 2023, le taux de personnes de moins de 30 ans s'élève à 35,5 %, au-dessus de la valeur cantonale (33,7 %). Le taux de personnes de plus de 60 ans est quant à lui de 26 %, alors qu'il est de 22,2 % au niveau cantonal.
La même année, la commune compte 249 hommes pour 301 femmes, soit un taux de 45,3 % d'hommes, inférieur à celui du canton (48,3 %).
| Hommes | Classe d’âge | Femmes |
| ------ | ------------ | ------ |
| 0,4    | 90 ans ou +  | 1,3    |
| 6,0    | 75 à 89 ans  | 6,0    |
| 19,7   | 60 à 74 ans  | 18,6   |
| 20,1   | 45 à 59 ans  | 17,9   |
| 20,5   | 30 à 44 ans  | 18,6   |
| 16,9   | 15 à 29 ans  | 16,3   |
| 16,5   | - de 14 ans  | 21,3   |

| Hommes | Classe d’âge | Femmes |
| ------ | ------------ | ------ |
| 0,7    | 90 ans ou +  | 1,5    |
| 6,5    | 75 à 89 ans  | 8,8    |
| 13,0   | 60 à 74 ans  | 13,8   |
| 21,7   | 45 à 59 ans  | 21,5   |
| 22,9   | 30 à 44 ans  | 22,4   |
| 18,6   | 15 à 29 ans  | 17,2   |
| 16,7   | - de 14 ans  | 14,8   |

## Culture et patrimoine

### Héraldique
| Blason | Blasonnement : D'azur à la gerbe d'or. Commentaires : La gerbe d'or des armoiries communales est empruntée aux armes de Pierre d'Airebaudouze, seigneur du Crest et procureur général, qui bâtit à Gy le premier temple du territoire genevois. |